# Marcel Inné
Marcel Inné (* 21. November 1934 in Dogondoutchi; † 5. März 2001 in Niamey) war ein nigrischer Lehrer, der als Gewerkschaftsfunktionär, Kommunalpolitiker, Rundfunkintendant und Unterrichtsminister tätig war.

## Leben
Marcel Inné besuchte die Schule Foyer de Métis in Zinder und die Regionalschule in Birni und absolvierte anschließend eine Lehrerausbildung in Niamey. Er arbeitete von 1951 bis 1954 als Hilfslehrer in Maïné-Soroa und Magaria. Ab 1955 unterrichtete er an der Regionalschule in Birni, dem historischen Zentrum Zinders. Inné wurde im selben Jahr Generalsekretär sowohl der Sektion Zinder der Lehrergewerkschaft Syndicat National des Enseignants du Niger (SNEN) als auch der Sektion Zinder des Gewerkschaftsverbands Union Nationale des Travailleurs du Niger (UNTN). In den 1950er Jahren hielt er sich zweimal zwecks Fortbildungen in Frankreich auf. 
Von 1960 bis 1964 war Inné Direktor der Regionalschule in Birni, von 1964 bis 1967 Schulrat und ab 1968 Schulinspektor des Departements Zinder. Er übernahm 1966 außerdem das Amt des Vizebürgermeisters von Zinder. In seiner Funktion als Schulinspektor war er aktiv an der Einführung der écoles experimentales beteiligt. In diesen 1973 gegründeten Versuchsschulen im Grundschulbereich wurde zusätzlich zur Amtssprache Französisch in den Nationalsprachen Nigers unterrichtet. Marcel Inné und André Salifou begründeten zudem die Theatertradition in der Stadt Zinder.
Ein Militärputsch am 15. April 1974 beendete die Amtszeit des langjährigen Staatspräsidenten Hamani Diori. Als neuer Machthaber installierte sich Seyni Kountché. Marcel Inné wurde in die Hauptstadt Niamey beordert und verlor seine Ämter als Gewerkschaftsfunktionär, Schulinspektor und Vizebürgermeister. Noch 1974 betraute ihn das Militärregime mit einer neuen Aufgabe, als Leiter des Schulfernsehens. Anschließend ernannte ihn Kountché 1978 zum ersten Generaldirektor der staatlichen Rundfunkanstalt ORTN. Diese Funktion hatte er bis 1981 inne. Von 1981 bis 1987 war Inné Vizedirektor des Institut National de Documentation, de Recherches et d’Animation Pédagogiques (INDRAP). Er war ab den 1970er Jahren außerdem als Berater für die UNESCO und den CILSS tätig und war zeitweise für die Lehrerfortbildung an der Universität Niamey verantwortlich.
Seyni Kountché starb 1987, Ali Saibou folgte ihm an der Staatsspitze nach. Für Marcel Inné bedeutete dies einen erneuten Karrieresprung. Er war von 1987 bis 1989 Mitglied des Nationalen Entwicklungsrats, des höchsten staatlichen Gremiums, und dort für die Ausbildung der Funktionäre des Regimes zuständig. Am 19. Mai 1989 wurde Marcel Inné als Nachfolger von Ousmane Gazéré zum Unterrichtsminister ernannt. Er blieb jedoch nur wenige Monate im Amt. Am 20. Dezember 1989 wurde Mamadou Dagra neuer Unterrichtsminister. Inné ging mit 1. Januar 1990 in Ruhestand. Staatschef Saibou bestimmte ihn später zum Vorsitzenden des Verwaltungsrats des sich in Staatsbesitz befindlichen Hôtel Gawèye in Niamey.

## Ehrungen
- Ritter des Nationalordens Nigers (1972)
- Ritter (1972) und Offizier (1990) der französischen Palmes Académiques
- Ritter (1976) und Kommandeur (1997) der nigrischen Palmes Académiques[1]